# Star Lake (Neufundland)
Der Star Lake ist ein aufgestauter See im Westen der Insel Neufundland in der kanadischen Provinz Neufundland und Labrador.

## Stausee
Der Star Lake befindet sich auf dem Buchan’s Plateau 6 km nordwestlich des westlichen Seeendes des Beothuk Lake (ehemals bekannt als „Red Indian Lake“). Das Einzugsgebiet des Sees umfasst 431 km². Die ursprüngliche Seehöhe lag bei 284 m, die ursprüngliche Seefläche betrug 15,7 km². Der Star Lake hatte eine ursprüngliche maximale Wassertiefe von 21 m sowie eine mittlere Wassertiefe von 4,4 m. Durch Aufstau des Star Brook, dem natürlichen Abfluss des Sees, im Jahr 1997 wurde dieser zu einem Stausee mit einer Fläche von etwa 25 km². Der Wasserspiegel schwankt seither um 8 m, wobei die niedrigsten Seehöhen am Frühjahrsanfang auftreten.
Vom 600 m langen Staudamm (⊙) führt eine etwa 1,9 km lange Druckleitung zum Wasserkraftwerk. Der Star Brook führt nur noch einen kleinen Teil der ursprünglichen Wassermenge.

## Wasserkraftwerk Star Lake
Das Wasserkraftwerk Star Lake (⊙) befindet sich am Nordufer des Red Indian Lake. Es wurde 1998 in Betrieb genommen. Errichtet und anfangs betrieben wurde das Kraftwerk von Star Lake Partnership, an welchem Abitibi-Consolidated Inc. (51 Prozent) und Enel North America, Inc. (49 Prozent) beteiligt waren. Das Kraftwerk hat eine vertikale Francis-Turbine mit einer Leistung von 8,4 MW. Die Fallhöhe liegt bei etwa 130 m.
Im Jahr 2008 kam es zu einem Rechtsstreit zwischen Abitibi-Consolidated Inc., die noch weitere Wasserkraftwerke im Flusssystem des Exploits River betrieb, und der Provinzregierung. Die Provinz enteignete Star Lake Partnership. 2011 kam es zu einer rechtlichen Einigung und die früheren Besitzer erhielten eine Entschädigung. Seit 2011 wird das Kraftwerk von Newfoundland and Labrador Hydro, einer Tochtergesellschaft von Nalcor Energy, betrieben. Die Anlage ist weiterhin im Besitz der Provinz.

## Ökologische Folgen
Der Wandersaibling und der Bachsaibling kamen als weitgehend isolierte Populationen im See vor. Trotz ökologischer Bedenken wurde das Wasserkraftprojekt umgesetzt. Man befürchtet, dass das ursprüngliche Ökosystem im See seither stark beeinträchtigt ist.